# Franklin (Luisiana)
Franklin es una ciudad ubicada en la parroquia de St. Mary en el estado estadounidense de Luisiana. En el Censo de 2010 tenía una población de 7660 habitantes y una densidad poblacional de 281,89 personas por km².

## Geografía
Franklin se encuentra ubicada en las coordenadas 29°47′6″N 91°30′35″O / 29.78500, -91.50972. Según la Oficina del Censo de los Estados Unidos, Franklin tiene una superficie total de 27.17 km², de la cual 25.7 km² corresponden a tierra firme y (5.43%) 1.48 km² es agua.

## Demografía
Según el censo de 2010, había 7660 personas residiendo en Franklin. La densidad de población era de 281,89 hab./km². De los 7660 habitantes, Franklin estaba compuesto por el 40.08% blancos, el 56.2% eran afroamericanos, el 1.14% eran amerindios, el 0.69% eran asiáticos, el 0.04% eran isleños del Pacífico, el 0.52% eran de otras razas y el 1.33% pertenecían a dos o más razas. Del total de la población el 1.85% eran hispanos o latinos de cualquier raza.